# Boala Lyme
Boala Lyme (Borelioza Lyme) este o boală infecțioasă cu afectare sistemică produsă de o bacterie (Borrelia burgdorferi), transmisă omului prin înțepătura unor căpușe din genul Ixodes infectate.  Colocvial, boala este cunoscută și sub numele simplu de borelioză, deși este doar un tip particular de afectare produsă de borrelii.

## Etimologie

Înțepătură de căpușă

Bacteria Borrelia burgdorferi

Numele de Borrelia burgdorferi (sensu lato, adică „în sens larg”) indică de fapt mai multe tulpini de Borrelia burgdorgferi, care pot da același tip de  infecție. Astfel, în etiologia Bolii Lyme sunt implicate trei genotipuri care alcătuiesc complexul Borrelia burgdorferi sensu lato: Borrelia burgdorferi sensu stricto (care cuprinde tulpinile izolate în America de Nord), Borrelia garinii și Borrelia afzelii (care predomină, fără a circula exclusiv, în Europa).

## Manifestări clinice

Boala Lyme

Boala Lyme mai este supranumită și „boala cu 1000 de fețe” din pricina faptului că afectând întregul organism, simptomele și semnele ei mimează pe cele ale altor boli, iar reacția individuală față de agentul patogen este foarte diferită de la om la om.
Infecția este sistemică, afectează întregul organism și parcurge 3 stadii mai mult sau mai puțin distincte:
- Stadiul 1: Eritemul cronic migrator (ECM) — borrelioza Lyme începe de obicei cu o leziune tegumentară caracteristică, eritem cronic migrator (stadiul 1).
- Stadiul 2: Infecție diseminată — după mai multe zile până la săptămâni, spirochetele se pot răspândi prin sânge spre alte organe din corp.
- Stadiul 3: Infecție persistentă — luni până la ani mai târziu pot apărea semnele unor complicații grave.

Se poate defini un nucleu comun de simptome valabil pentru toți pacienții, în rest fiecare bolnav reacționând diferit în funcție de foarte mulți parametri: vechimea bolii, numărul de agenți patogeni care au provocat infecția, caracteristicile proprii ale sistemului imunitar al individului etc.

## Metode de diagnostic
În principal există două tipuri de investigații de laborator: directe și indirecte.
- Analizele indirecte apreciază reactivitatea organismului (de pildă nivelul anticorpilor anti-Borrelia din sânge sau LCR, ELISA (neconcludent) sau Western Blot)
- Analizele directe evidențiază prezența bacteriei în organism (de pildă bacteria însăși sau material genetic aparținând acesteia, prin microscopie în câmp întunecat DFM sau metoda imunofluorescenței, precum și prin diverse analize ca PCR)

## Tratament și prognostic
Cu cât boala este tratată mai repede, la scurt timp după înțepătura de căpușă, cu atât șansele de vindecare sunt mai mari. Altminteri se poate ajunge la o borrelioză diseminată, cronică, cu afectări articulare, cardiace, oftalmologice și neurologice cronice.

Transmitere

În general, după 6 luni de simptome, se poate vorbi despre „Boală Lyme cronică”. Cu toate acestea unii specialiști susțin că foarte mulți dintre cei diagnosticați cu „Boala Lyme cronică” suferă de fapt de sindromul de oboseală cronică, o afecțiune pentru care nu există tratament și care reprezintă un diagnostic mai greu de acceptat de pacienți.
Tratamentul alopat se rezumă la antibioterapie (cure repetate cu doze mari, antibiotice combinate, perioade mari de timp/cură — 4-8 săptămâni/cură).